# 澜沧柯
澜沧柯（学名：Lithocarpus mekongensis）为壳斗科柯属下的一个种。

## 扩展阅读
- 維基物種上的相關：澜沧柯